# Rinkenæs Gamle Kirke
Rinkenæs Gamle Kirke indviet til Skt. Laurentius den 10. august 1158. Kirken ligger på et bakkedrag 4 km nord for Rinkenæs. Oprindelig var den romanske kirke omgivet af en landsby, som forsvandt fuldstændigt omkring år 1300. Ifølge overleveringer er kirken oprindeligt blevet bygget som et kapel hørende under Kliplev Kirke. En rig enke forærede grunden til kirken og betalte, hvad opførelsen kostede, og egnens beboere transporterede byggematerialerne til stedet, foruden at de leverede arbejdskraften til byggeriet. Kirkeklokken fra ca. 1500 var hængt op i en træklokkestabel, men blev ødelagt af en storm i 1884. I stedet for blev klokken senere flyttet til vestgavlen, hvor den stadig hænger.
Rinkenæs Sogn blev sandsynligvis et selvstændigt sogn i slutningen af 1400-tallet. Indtil da blev kirken betjent af en kapellan. Kirken var sognekirke indtil 1932, da den nye Rinkenæs Korskirke blev indviet. Men der er stadig af og til gudstjeneste, og der foretages også andre kirkelige handlinger.
Kirken er oprindeligt bygget i romansk stil af rå og kløvede kampesten, og den er nu forsynet med et rødt tegltag. Der er i tidens løb foretaget mange ændringer af bygningen, f.eks. er der indsat nye vinduer og foretaget store reparationer af murværket. Det sidste især på grund af de voldsomme begivenheder bygningen har været udsat for. De steder hvor det har været nødvendigt at forny murværket, er dette blevet gjort hovedsageligt med munkesten. Våbenhuset på sydsiden er bygget af munkesten og opført i første halvdel af 1500 tallet.

## Kirkens inventar
Kirken var indtil 1870erne rigt udstyret med inventar. Det var pietismen, der på den tid prægede sognet, og det bevirkede, at en stor del af inventaret forsvandt fra kirken. Der blev sat en nygotisk altertavle op. Siden år 2000 har den hængt på nordvæggen af koret, og man har, så vidt det var muligt, rekonstrueret den oprindelige altertavle.
Prædikestolen er i renæssance-stil fra 1606 og i 1801 fik den enkelte tilføjelser i empire-stil. Stolen er skænket til kirken af Riggel Bennicks af Hovgårds hustru Dorothea Munk. Den bærer indskriften: "Dorothea Munk mit naffn monne være/ thenne predigestoel/ gaf jeg til/ guds ære anno/ christi/ 1606". Desuden er der et hjelmet våben for slægten Bennick og et for slægten Munk. Lydhimlen er fra 1801 og i empire. Duen stammer fra en tidligere himmel fra det 17. århundrede.
Døbefonten er fra 1799, og dåbsfadet i tin er fra samme tid, men er senere omforandret.
På syd-væggen hænger et processionskrucifiks fra omkring år 1400. Siden de store omvæltninger i kirken op til år 1900 har det været overmalet i de samme farver som stolestaderne. Ved at fjerne denne maling i 1952 fandt man ud af, at krucifikset oprindeligt var farvelagt. Af de oprindelige farver var det muligt at rekonstruere farvelægningen.
Stolestaderne er fra omkring 1800. Det var før i tiden kutyme, at mændene sad i højre side af kirken og kvinderne i venstre. Derfor har man i mandssiden knagerækken til hatte, og i kvindesiden er bænkene en meter bredere, fordi der også skulle være plads til børnene.
Pulpituret mod vest, der hvor nu orglet er anbragt, er fra 1708, og det mod nord fra 1723. Under restaureringen i 1970erne opdagede en konservator fra Odense, at der på pulpiturets balustrades sidste felt under seks lag maling fandtes en afbildning af den sidste af de 12 små profeter fra det gamle testamente. Man gik derfor ud fra, at der i de øvrige felter under malingen gemte sig billeder af de resterende små profeter. Under renoveringen i 2008 blev disse felter afdækket, et arbejde som blev betalt af A.P. Møller Fonden med 750.000 kr.
Orglet på vestpulpituret, som er i nygotisk stil, er opstillet i 1875. Dette blev ombygget i 1911, og igen i 1970erne. Orgelfacaden blev dog bibeholdt, så det er med andre ord kun ”indmaden”, der er blevet skiftet ud.
På sydmuren hænger en lille plade med familien Bennicks våben og på nordmuren et nadverbillede.
I våbenhuset hænger en lille messeklokke, som ifølge overleveringen skulle være fra slutningen af det 15. århundrede. Eksperter har i 2008 påstået, at den er fra før år 1300. Helt op i nyere tid blev den brugt til at ringe med ved gudstjenestens begyndelse i stedet for et orgelpræludium.
På kirkegården ved kirken er der en fællesgrav for 66 danske og prøjsiske soldater, der døde på lazaretter i Rinkenæs under 2. Slesvigske Krig i 1864. Monumentet, der er rejst på graven, er både med dansk og tysk indskrift.

## Krigstider
Kirken har været udsat alvorlige hændelser igennem tiderne. Første gang var under Trediveårskrigen i 1643, da den svenske general Lennart Torstensons tropper rev blytaget af kirken for at bruge det til at støbe kugler. Endvidere rev de jernarmeringen ud af vinduerne for at bruge jernet til hestesko. Endelig har de også sat ild til kirken – dog uden at den tog nævneværdig skade. Da freden kom, gik man straks i gang med at genopbygge kirken. Under den Første Karl Gustav-krig, kom den danske konge Frederik 3. allierede brandenburgerne med deres polske troppeenheder i 1657 forbi kirken. De polske lejesoldater satte ild til kirken med store skader til følge.

## Galleri
- Rinkenæs Gamle Kirke
- Fællesgrav for 66 danske og prøjsiske soldater
- Gravsten